# Saint-Firmin-sur-Loire
Saint-Firmin-sur-Loire är en kommun i departementet Loiret i regionen Centre-Val de Loire strax norr Frankrikes mitt. Kommunen ligger i kantonen Châtillon-sur-Loire som tillhör arrondissementet Montargis. År 2022 hade Saint-Firmin-sur-Loire 509 invånare.
Pontus Hultén bodde mellan början av 1990-talet och 2005 i Saint-Firmin-sur-Loire.

## Befolkningsutveckling
Antalet invånare i kommunen Saint-Firmin-sur-Loire
| Referens: INSEE |